# Espanoliella jeanneli
Espanoliella jeanneli es una especie de escarabajo del género Espanoliella, familia Leiodidae. Fue descrita por Bolívar y Pieltain en 1917.

## Distribución
Se encuentra en España.